# Cup of Joe
Cup of Joe è un programma televisivo statunitense, ideato dal leader dei Jonas Brothers, Joe Jonas e ispirato dal suo omonimo side-account di Instagram creato nel 2017 in cui il cantante posta alcuni dei suoi scatti più belli. È stato distribuito in esclusiva dalla piattaforma di streaming per cellulari Quibi dal 27 aprile al 4 maggio 2020, con la pubblicazione di un nuovo episodio ogni settimana. Nel cast figurano come ospiti la moglie Sophie Turner, i suoi fratelli Kevin e Nick, David Hasselhoff e Lewis Capaldi, Tina Fey, Nicole Scherzinger e Ledley King, Matthew McConaughey, Lewis Hamilton, Jack Black. È stata confermata una seconda stagione.

## Trama
Noto a livello mondiale come il leader ed il frontman di due delle band più famose degli ultimi 15 anni, Jonas Brothers e DNCE, Joe Jonas ha girato il mondo da popstar. Adesso è pronto ad esplorarlo come un normale Joe. Mentre viaggia in otto città del mondo, i suoi famosi amici lo aiuteranno a diventare un abitante del posto.

## Produzione
Prodotto dalla piattaforma Quibi, il programma rispetta la politica adottata dall'azienda statunitense, ovvero creare puntate dalla durata massima di 10 minuti.

## Puntate
| n.             | Città          | Ospite                           | Pubblicazione USA | Pubblicazione Italia |
| Prima stagione | Prima stagione | Prima stagione                   | Prima stagione    | Prima stagione       |
| -------------- | -------------- | -------------------------------- | ----------------- | -------------------- |
| 1              | Amsterdam      | Sophie Turner                    | 2020              | 2020                 |
| 2              | Berlino        | David Hasselhoff e Lewis Capaldi | 2020              | 2020                 |
| 3              | Barcellona     | Nick e Kevin Jonas               | 2020              | 2020                 |
| 4              | New York       | Tina Fey                         | 2020              | 2020                 |
| 5              | Londra         | Nicole Scherzinger e Ledley King | 2020              | 2020                 |
| 6              | Austin         | Matthew McConaughey              | 2020              | 2020                 |
| 7              | Parigi         | Lewis Hamilton                   | 2020              | 2020                 |
| 8              | Los Angeles    | Jack Black                       | 2020              | 2020                 |